# Castanotherium tivium
Castanotherium tivium är en mångfotingart som först beskrevs av Chamberlin 1945.  Castanotherium tivium ingår i släktet Castanotherium och familjen Zephroniidae. Inga underarter finns listade i Catalogue of Life.